# Zadni Smreczyński Grzbiet

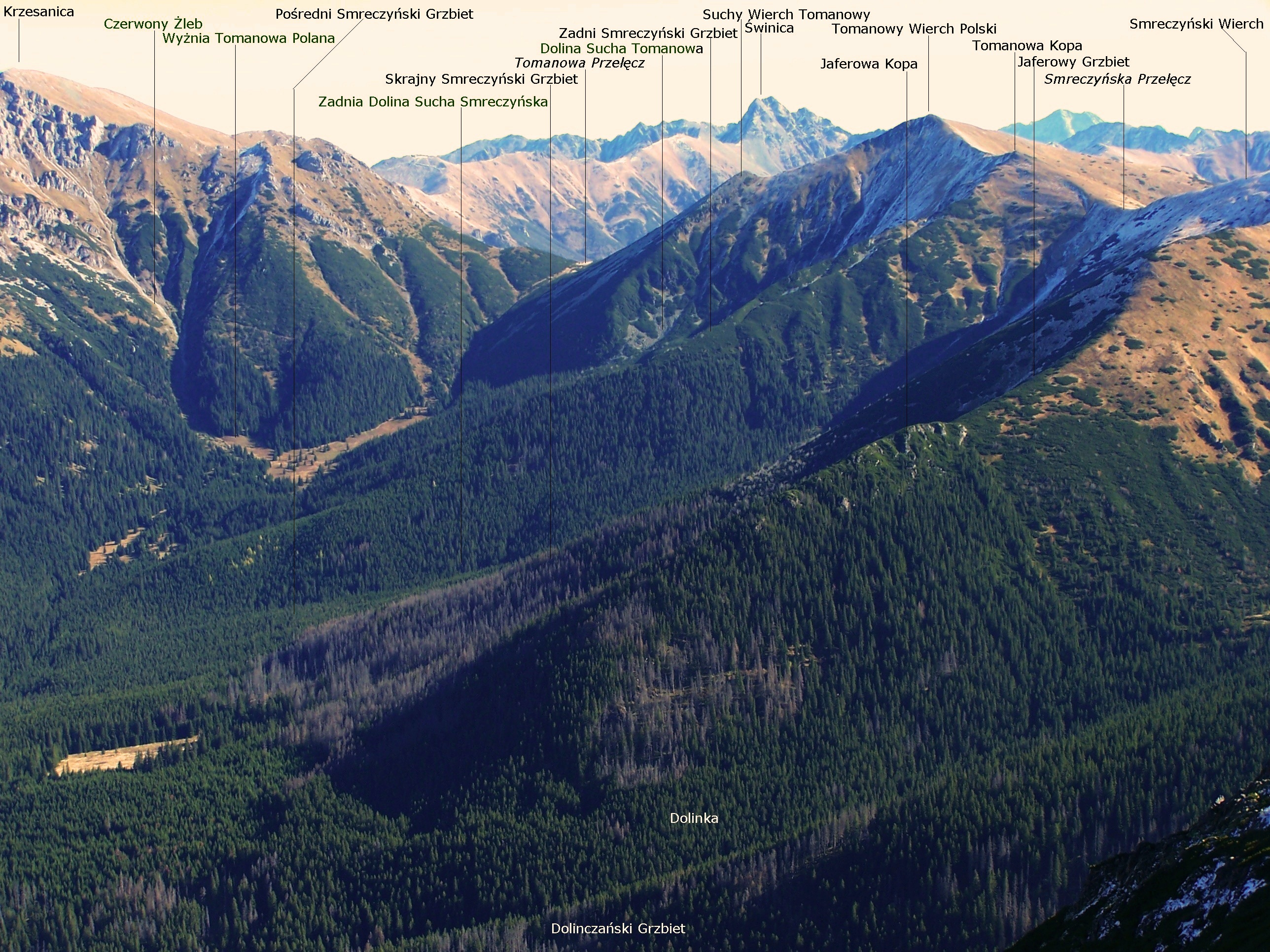
Widok z Ornaku

Zadni Smreczyński Grzbiet – długi grzbiet górski Tomanowej Kopy – granicznego szczytu leżącego w głównej grani Tatr Zachodnich. Grzbiet o długości ok. 1,5 km zbiega w północno-zachodnim kierunku do dna Doliny Tomanowej, będącej górnym odgałęzieniem Doliny Kościeliskiej. W dolnej części grzbiet ten rozwidla się na dwa ramiona. Zadni Smreczyński Grzbiet oddziela od siebie dwie odnogi Doliny Tomanowej: Dolinę Suchą Tomanową (po stronie wschodniej) i Zadnią Suchą Dolinę Smreczyńską (po zachodniej stronie grzbietu). Dawniej grzbiet ten oddzielał także Halę Tomanową od Hali Smreczyny. Łagodnie zbiegający grzbiet ma od strony bocznych dolinek strome stoki. W górnej części grzbietu są one trawiaste, a miejscami skaliste lub zawalone niewielkimi gołoborzami, natomiast w niższych partiach porośnięte kosodrzewiną lub lasem.
Grzbiet jest nieudostępniony turystycznie, znajduje się na terenie obszaru ochrony ścisłej „Pyszna, Tomanowa, Pisana”.